# Capelle-Fermont
Capelle-Fermont ist eine französische Gemeinde mit 221 Einwohnern (Stand 1. Januar 2022) im Département Pas-de-Calais in der Region Hauts-de-France. Sie gehört zum Arrondissement Arras, zum Kanton Avesnes-le-Comte und zum Kommunalverband Campagnes de l’Artois.

## Lage
Die Gemeinde Capelle-Fermont liegt an der oberen Scarpe im südöstlichen Artois, 14 Kilometer nordwestlich von Arras. Nachbargemeinden von Capelle-Fermont sind Camblain-l’Abbé im Norden, Frévin-Capelle im Osten, Haute-Avesnes im Südosten, Habarcq im Süden, Hermaville im Südwesten sowie Agnières im Westen.

## Bevölkerungsentwicklung
| Jahr                       | 1962 | 1968 | 1975 | 1982 | 1990 | 1999 | 2006 | 2012 | 2022 |
| -------------------------- | ---- | ---- | ---- | ---- | ---- | ---- | ---- | ---- | ---- |
| Einwohner                  | 99   | 92   | 83   | 105  | 126  | 127  | 177  | 200  | 221  |
| Quellen: Cassini und INSEE |      |      |      |      |      |      |      |      |      |

## Sehenswürdigkeiten
- Kirche Notre-Dame
- Herrenhaus, Monument historique